# Roza Eskenazi
Roza Eskenazi, grecki: Ρόζα Εσκενάζυ (ur. połowa lat 90. XIX w., zm. 2 grudnia 1980) – słynna grecka piosenkarka rebetiko i tradycyjnej muzyki greckiej, pochodzącej z Azji Mniejszej. Jej aktywność zawodowa i kariera sceniczna przypada na lata 1920–1970.

## Dzieciństwo
Eskenazi urodziła się jako Sarah Skinazi w Stambule, w zubożałej rodzinie Żydów sefardyjskich. Przez cały czas kariery ukrywała prawdziwą datę urodzenia i twierdziła, że urodziła się w 1910 roku. W rzeczywistości była co najmniej dziesięć lat starsza, najprawdopodobniej urodziła się pomiędzy latami 1895 i 1897. Jej ojciec, Avram Skinazi, był handlarzem starzyzną. Oprócz Rozy mieli z żoną, Florą, dwóch synów. Najstarszy miał na imię Nasim, drugi syn nosił imię Sami.
Na początku nowego stulecia rodzina Skinazi przeprowadziła się do Salonik, wówczas miasto nadal znajdowało się pod panowaniem Osmanów. Przeżywało wtedy gwałtowny wzrost ekonomiczny. W latach 1870–1917 liczba ludności wzrosła o 70%. Avram Skinazi znalazł pracę w przędzalni bawełny, aby polepszyć byt rodziny, najmował się też do różnych prac dorywczych. W tym czasie powierzył małą Sarah opiece mieszkającej w sąsiedztwie dziewczyny, która uczyła kilkoro miejscowych dzieci podstaw czytania i pisania. Te lekcje stanowiły całość jej formalnej edukacji.
Przez jakiś czas Sarah, jej brat i matka mieszkali w pobliskim Komotini, mieście, które w tamtych czasach charakteryzowało się sporą liczbą ludności mówiącej po turecku. Matka Rozy znalazła tam pracę u zamożnej rodziny jako pokojówka, a Roza pomagała jej w zajęciach domowych.
Pewnego dnia tureccy właściciele miejscowej tawerny przypadkiem usłyszeli jak Sarah śpiewa. Byli oczarowani głosem dziewczyny i natychmiast przyszli do jej domu, by zaproponować występy w ich klubie. Matka Sarah była rozsierdzona propozycją, że jej córka – czy ktokolwiek z członków rodziny – miałaby zostać „artystką”. Po latach, w jednym z wywiadów, Roza przyznała, że czas spędzony w Komotini był punktem zwrotnym w jej życiu. To tam, mówiła, zdecydowała, że zostanie piosenkarką i tancerką.

## Początki kariery
Swoje marzenia Sarah mogła zrealizować dopiero jak wróciła do Salonik. W tym czasie jej rodzina wynajmowała mieszkanie znajdujące się w pobliżu Grand Hotel Theater, w którym występowało kilkoro sąsiadów. Sarah codziennie pomagała tancerzom nosić do teatru ich kostiumy, mając nadzieję, że pewnego dnia pojawi się wraz z nimi na scenie. To tam w końcu rozpoczęła karierę tancerki.
Będąc jeszcze nastolatką, Sarah Skinazi zakochała się w Yiannisie Zardinidisie, zamożnym mężczyźnie, pochodzącym z jednej z najbardziej prominentnych rodzin Kapadocji. Rodzina Zardinidisa nie pochwalała tego związku, uważali ją za kobietę lekkich obyczajów. Pomimo to, około 1913 roku, uciekli razem, a Sarah zmieniła imię na Roza. Pod tym imieniem występowała do końca kariery.
Zardinidis umarł, w niewyjaśnionych okolicznościach, około 1917 roku, pozostawiając Rozę z małym dzieckiem – Paraschosem. Zdając sobie sprawę, że nie mogłaby jednocześnie występować na scenie i wychowywać małego dziecka oddała go na wychowanie do St. Taksiarchis w Ksanthi. Rodzina jego ojca zgodziła się łożyć na utrzymanie dziecka w tym ośrodku, a Paraschos Zardinidis wyrósł na wysokiej rangi oficera Greckich Sił Powietrznych. Dopiero po latach ponownie nawiązał kontakt z matką, odnalazł ją w Atenach w 1935 roku.

## Ateny
Roza przeprowadziła się do Aten krótko po śmierci Zardinidisa, aby kontynuować karierę muzyczną. Szybko stworzyła zespół z dwojgiem armeńskich artystów kabaretowych, Seramousem i Zabelem. Podobno spodobała się im ponieważ mówiła po turecku i potrafiła śpiewać. Chociaż nadal występowała jako tancerka, zaczęła śpiewać dla mecenasów klubu po grecku, turecku i ormiańsku. To tam, pod koniec lat 20. XX wieku, „odkrył” ją znany kompozytor i impresario Panagiotis Toundas. Toundas od razu rozpoznał jej talent i przedstawił ją Vassilisowi Toumbakarisowi z Columbia Records.

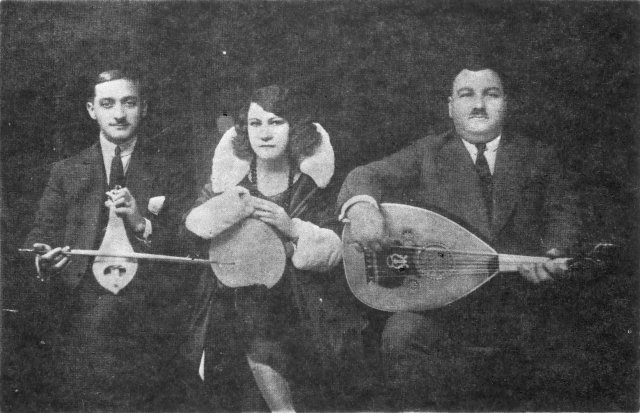
K. Lambros, R. Eskenazi, A. Tomboulis (Athens, c. 1930)

Dwa pierwsze nagrania Rozy dla Columbia Records, Mandili Kalamatiano i Koftin Eleni Tin Elia (ok. 1928) znaczą początek okresu nagrywania płyt, który, praktycznie bez przerwy, będzie trwał do lat 60. XX wieku. Do połowy lat 30. nagrała dla Columbii ponad 300 piosenek i stała się jedną z ich najbardziej popularnych gwiazd. Część z piosenek należała do gatunku muzyki folkowej, szczególnie z Grecji i Smyrny (İzmir) w Turcji. Jednak jej najważniejszym wkładem w lokalną scenę muzyczną były nagrania rebetiko, a zwłaszcza izmirskiej szkoły rebetiko. Praktycznie tylko dzięki niej ta muzyka stała się częścią popkultury, a unikatowe brzmienie Rozy Eskenazi jest nadal identyfikowane z tym gatunkiem.
Krótko po tym jak zaczęła nagrywać, Roza rozpoczęła też cowieczorne występy w '"aygetos", nocnym klubie w Atenach. Wraz z nią na scenie występowali Toundas, skrzypek Salonikios oraz grający na oud Agapios Tomboulis. Ale to Eskenazi była gwiazdą, za wieczór dostawała niespotykanie wysoką sumę 200 drachm. Po latach wyznała swojemu biografowi Kostasowi Hatzidoulisowi, że mając na względzie to, ile dostawała za występ, powinna być znacznie bogatsza, ale miała słabość do drogiej biżuterii i wydawała na nią lwią część swoich zarobków.

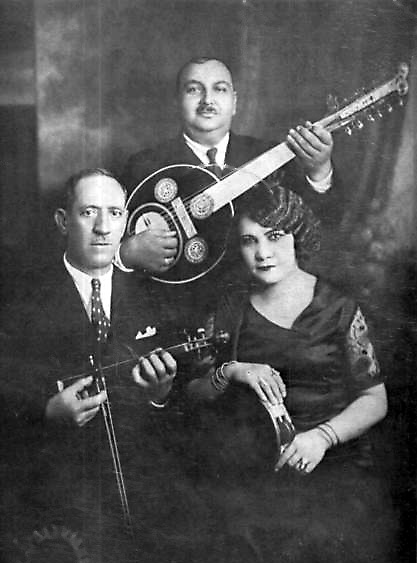
D. Semsis, A. Tomboulis, R. Eskenazi (Athens, 1932)

W 1931 lub 1932 roku, kiedy jej kariera rozkwitła, Eskenazi podpisała gwiazdorski kontrakt z Columbia Records. Zgodnie z warunkami umowy miała nagrywać przynajmniej 40 piosenek rocznie i otrzymywać 5% od każdej sprzedanej płyty. W tym czasie była jedyną grecką artystką, która miała umowę tantiemową z wytwórnią płytową.

## Kariera międzynarodowa
Niebawem jej kariera wykraczała poza granice polityczne Grecji do miejsc, gdzie żyła grecka diaspora. Wspólnie z Tomboulisem jeździła do Egiptu, Albanii i Serbii, gdzie byli gorąco przyjmowani nie tylko przez miejscowe społeczności greckie, ale także przez społeczności tureckie. Jej muzyka niosła w sobie jakiś niepokój, a jedna z piosenek, Πρέζα όταν Πιείς (“Kiedy bierzesz kokainę”), była nawet ocenzurowana przez greckiego dyktatora, Joanisa Metaksasa. Na skutek jego decyzji wielu innych artystów śpiewających rebetiko zostało usuniętych na margines, chociaż nowe trendy w gatunku, wprowadzone przez Vassilisa Tsitsanisa, zyskiwały na popularności.

## II wojna światowa
Jednak wkrótce niepodległość Grecji została zagrożona. W 1940 roku zaatakowały Włochy, a w 1941 rozpoczęła się okupacja kraju przez armię niemiecką. Pomimo represyjnego reżimu Roza nadal występowała, a w 1942 roku, razem z synem Paraschosem, z którym się pogodziła, otworzyła własny klub nocny, Krystal. Była Żydówką, ale udało się jej zdobyć fałszywe świadectwo chrztu. Dodatkowym gwarantem jej bezpieczeństwa był romans z niemieckim oficerem.
Ale Roza Eskenazi nie była zdrajczynią czy kolaborantką. Wykorzystywała swoją uprzywilejowaną pozycję aby wspierać miejscowy ruch oporu, w swoim domu ukrywała jego członków, a nawet angielskich agentów. Ratowała też Żydów z Aten i Salonik. Ocaliła od deportacji do Auschwitz własną rodzinę. W 1943 roku jej działalność wydała się i Eskenazi została aresztowana. W więzieniu spędziła trzy miesiące, zanim wspólne działania syna i niemieckiego kochanka zakończyły się jej uwolnieniem. Resztę wojny spędziła w ukryciu, bojąc się, że może zostać ponownie aresztowana.

## Lata powojenne
W czasie swojej długiej kariery Roza nawiązała dobre stosunki nie tylko z pracującym dla Columbia Records Vassilisem Toumbakarisem, ale także z Minosem Matsasem, który założył Odeon/Parlophone. To umożliwiło jej działania na rzecz kariery wielu innych znanych artystów, w tym Mariki Ninou i Stelli Haskil. Przedstawiła je związkowi muzyków Allilovoithia, wkrótce potem nagrywały już z Vassilisem Tsitsanisem.
Po wojnie, w 1949 roku, Roza wróciła do Patras, żeby wyrobić sobie nowy dowód tożsamości. Dała tam również kilka koncertów, ale prawdziwy punkt zwrotny w jej życiu nastąpił, kiedy spotkała Christosa Philipakopoulosa, młodego oficera policji, młodszego od niej o prawie trzydzieści lat. Pomimo różnicy wieku zakochali się w sobie. Ten związek, w takiej czy innej formie, trwał do końca życia Rozy.
Chociaż Roza występowała na całych Bałkanach, to dopiero w 1952 roku po raz pierwszy pojechała w tournée po Stanach Zjednoczonych aby występować przed tamtejszymi społecznościami Greków i Turków. Podróż była sponsorowana przez Parthenon Restaurant and Bar w Nowym Jorku i trwała kilka miesięcy.
To było pierwsze z jej zagranicznych tournée. W 1955 roku albański impresario, Ayden Leskoviku, z Balkan Record Company, zaprosił ją na występy i nagrania w Stambule, mieście, w którym się urodziła. Ostatecznie nagrała dla niego około czterdziestu piosenek i dostała za nie około 5000$. Chociaż była to stosunkowo mała suma, później twierdziła, że jej gaża i napiwki były dziesięć razy większe.
Wkrótce po występach w Stambule wyruszyła w dwa kolejne tournée po Stanach Zjednoczonych, występowała w Nowym Jorku, Detroit i Chicago. 5 lipca 1958 roku, w czasie drugiej podróży do USA, wyszła za mąż za Franka Alexandra. Małżeństwem byli tylko z nazwy. Był to konieczny krok, aby dostała pozwolenie na pracę w Stanach. Niemniej jednak Eskenazi kochała Amerykę i pewnie wyemigrowałaby tam, gdyby nie jej inna miłość, Christos Philipokopoulos. Wróciła do Aten w 1959 roku by móc z nim być. Za pieniądze, które zarobiła w Stanach, kupiła dla nich obojga wielki dom w Kipoupoli, a także dwa samochody ciężarowe i kilka koni. Razem z Philipakopoulosem mieszkała w tym domu do końca swojego życia.

## Upadek i ponowne odkrycie
Eskenazi miała ponad sześćdziesiąt lat, scena muzyczna w Grecji uległa znacznym zmianom, odkąd rozpoczęła swoją karierę ponad cztery dekady wcześniej. Smyrneiko (muzyka İzmiru) i Rebetiko przestały być popularne, a ona, tak jak inni mistrzowie tego gatunku, zostali zdegradowani do sporadycznych występów na wiejskich festiwalach i innych, małych imprezach. Chociaż nagrała kilka piosenek dla małych wytwórni płytowych w Atenach, to były to głównie covery jej starszych, znanych hitów.
Dopiero pod koniec lat 60. XX wieku można zauważyć ponowne zainteresowanie jej wcześniejszymi utworami. RCA wypuściło dwa single, zawierające cztery piosenki (w tym Sabah Amanes), nagrane ze skrzypkiem, Dimitrisem Manisalisem, ale była to limitowana edycja. Wszystko się zmieniło na początku lat 70., w ostatnich dniach dyktatury wojskowej. Nagle młodzież zainteresowała się miejskimi piosenkami z przeszłości i ukazało się kilka ważnych składanek. Jedną z najbardziej znanych była Rebetiki Istoria, kolekcja sześciu płyt z muzyką Rebetiko, która sprzedała się w setkach tysięcy egzemplarzy. Po ponad dekadzie z dala od blasku jupiterów, Roza Eskenazi, mająca ponad siedemdziesiąt lat, była znowu gwiazdą.
To, co wyróżniało tę dekadę od lat wcześniejszych to rozpowszechnienie się telewizji. Roza szybko przystosowała się do nowego medium i pojawiła w wielu programach. W 1973 roku został o niej nakręcony krótki film dokumentalny To Bouzouki (wyreżyserowany przez Vassilisa Marosa), a w roku 1976, razem z Haris Alexiou nakręciła program, w którym były wywiady, piosenki, a także występy. Przez cały czas Roza nie zapominała o swoich korzeniach w nocnych klubach i co tydzień występowała na żywo w Themelio, klubie nocnym w Place.
Roza Eskenazi była jedną z niewielu piosenkarzy Rebetiko, którzy w tym czasie byli nadal aktywni na scenie, w związku z tym artyści i muzykolodzy zaczęli studiować jej styl, który uznawany był za „autentyczny”. To wywarło trwały wpływ na nowe pokolenie artystów, między innymi na Haris Alexiou (z którą wystąpiła w telewizji) i Glykerię. Tragiczne jednak było to, że kiedy muzycy i naukowcy byli zafascynowani jej talentem i możliwością wglądu w stracony świat muzyczny, to ogół społeczeństwa był mniej entuzjastyczny i uważał ją za raczej za coś w rodzaju osobliwości, kuriozum. Pomimo to nadal występowała, po raz ostatni we wrześniu 1977 roku, w mieście Patras. Fani w każdym wieku przychodzili by zobaczyć ją śpiewającą i tańczącą i poczuć smak muzyki przeszłości.

## Ostatnie dni
Eskenazi spędziła swoje ostatnie lata w spokoju, w swoim domu w Kipoupoli z Christosem Philipakopoulosem. Chociaż urodziła się jako Żydówka, w 1976 roku przeszła na wiarę prawosławną i przyjęła imię Rozalia Eskenazi. W ciągu dwóch lat pojawiły się u niej objawy choroby Alzheimera, zdarzało się, że wracając do domu gubiła się. Latem 1980 roku pośliznęła się w domu i złamała biodro. Skutkiem wypadku był trzymiesięczny pobyt w szpitalu. Christos cały czas był przy niej, zaspokajając wszystkie jej potrzeby. Na krótko wróciła do domu, wkrótce z powodu infekcji znalazła się w prywatnej klinice, gdzie zmarła 2 grudnia 1980 roku.
Roza Eskenazi została pochowana w nieoznaczonym grobie we wsi Stomio w Korynti. W 2008 roku wiejski komitet kulturalny zebrał wystarczającą ilość pieniędzy i postawił prosty nagrobek z napisem: „Roza Eskenazi, artystka”.

## Biografie
W 1982 roku, dwa lata po jej śmierci, Kostas Hatzidoulis opublikował krótkie wspomnienie zatytułowane: Αυτά που Θυμάμαι (“Rzeczy, które pamiętam”), oparte na wywiadach, jakich Eskenazi udzieliła w późniejszych latach życia. Książka zawierała bogaty zbiór fotografii, zwłaszcza tych z początków kariery Rozy.
W roku 2008 filmowiec Roy Sher z Sher Productions rozpoczął prace nad muzycznym filmem dokumentalnym zatytułowanym My Sweet Canary (Mój słodki kanarek), opartym na życiu i karierze Rozy Eskenazi. Film, międzynarodowa koprodukcja, opowiada o młodych muzykach z Grecji, Turcji, i Izraela, którzy wyruszają w podróż w poszukiwaniu najsławniejszych i najpopularniejszych greckich artystów Rebetiko. Obraz ma wejść na ekrany wiosną 2011 roku.